# Mała Piaśnica
Mała Piaśnica (deutsch: Klein Piasnitz, kaschubisch Môłô Piôsznica) ist ein Dorf in der Landgemeinde Puck (Putzig) der polnischen Woiwodschaft Pommern. Das Schulzenamt befindet sich in Domatówko (Klein Dommatau).

## Geographische Lage
Das Dorf liegt in der historischen Region Westpreußen, etwa 12 Kilometer westlich der Stadt Puck (Putzig) an der Putziger Wiek und 44 Kilometer nordwestlich von Danzig.

## Geschichte
Der Ort ist nach dem Küstenfluss Piasnitz (poln. Piaśnica) benannt, dessen Quelle sich in der Nähe des Dorfs befindet. Im Jahr 1785 wird der Wohnplatz Groß und Klein Plaßnitz als ein emphyteutisches Dorf mit vier Feuerstellen (Haushaltungen) bezeichnet. Im Jahr 1919 gehörten Klein Piasnitz und Groß Plasnitz zum Kreis Putzig, Regierungsbezirk Danzig, in der Provinz Westpreußen des Deutschen Reichs.
Nach Ende des Ersten Weltkriegs musste das Kreisgebiet mit Klein und Groß Piasnitz aufgrund der Bestimmungen des Versailler Vertrags zum Zweck der Einrichtung des Polnischen Korridors an Polen abgetreten werden, mit Wirkung vom 20. Januar 1920 und ohne Volksabstimmung. Durch den Überfall auf Polen 1939 kam das völkerrechtswidrig annektierte Gebiet des Polnischen Korridors zum Deutschen Reich; es wurde dem Reichsgau Danzig-Westpreußen zugeordnet, zu dem Klein und Groß Plasnitz bis 1945 gehörten.
Gegen Ende des Zweiten Weltkriegs befreite im Frühjahr 1945 die Rote Armee das Kreisgebiet.

### Bevölkerungsentwicklung
| Jahr | Einwohner | Anmerkungen          |
| ---- | --------- | -------------------- |
| 1818 | 25        | [ 2 ]                |
| 1864 | 99        | [ 3 ]                |
| 1871 | 92        | in zehn Wohngebäuden |